# Malstrøm
En Malstrøm eller tidevandsstrøm er en kraftig hvirvelstrøm i smalle sunde som fremkaldes af ebbe og flod.
Malstrømmen skabes ved at store vandmasser kommer ind i et smalt sund og ikke når at løbe tilbage på grund af den stærke indstrømning. Resultatet bliver en vandansamling, som med høj kraft løber tilbage og skaber store vandhvirvler, såkaldt hvirvel.
Genstande, som kommer ind i en malstrøm, trækkes mod midten af vandhvirvelen og suges ned under vandoverflaten. Malstrømme kan opnå meget høje hastigheder, hvilket kan udgøre stor risiko, hvis man svømmer eller sejler i mindre fartøjer i og omkring malstrømmen, mens der kun findes få historier om større skibe, der bliver suget ned i en malstrøm. Der kan også opstå små malstrømme ved vandfald.
Saltstraumen er verdens stærkeste tidevandsstrøm, og ligger mellem Knaplundøya og Straumøya i Bodø kommune i Nordland, Norge.